# Обиход
Обиход — певческая книга русской православной церкви. Основу Обихода составляют песнопения суточного круга — всенощной и литургии.

## История
Обиход сформировался в начале XVI в. из отдельных песнопений, входивших в состав Кондакаря и Октоиха.
В певческом обиходе русских монастырей отражались главные тенденции в развитии русской культуры, находя своеобразное преломление. Наряду со знаменным распевом (старшей и младшей редакции) в монастырскую певческую практику не позднее конца XV в. входит путевой распев, а во второй половине XVI в. складывается его монастырская традиция путь троицкий, ставший заметным явлением русской культуры того периода и включивший в свой круг важнейшие песнопения богослужения.
Рукописи обиходов возможно разделить :
- монастырские
- немонастырские, то есть происходящие из других скрипториев.

Обиходы, созданные в монастырях, свидетельствуют о том, что на певческой традиции монастырей отразились многие события, происходившие в русском церковном пении в XVII веке: смена редакций текстов и напевов, форм нотации, создание новых песнопений и выход из практики других.
В разных монастырях складывается различная певческая практика. В Троицкой обители, например, получило распространение строчное пение и его нотацию — путевую и казанскую, — но в монастырском обиходе преобладало одноголосие, и монастырь вошёл в историю русской музыки как хранитель традиционных форм монодии.

## Состав
В Обиход входят песнопения знаменного распева, авторские и местные распевы 16-17 вв., песнопения путевого распева, демественного распева, киевского распева, греческого распева, болгарского распева.
Нотолинейный Обиход был опубликован в 1772; в 1787 издан «Сокращённый Обиход нотного пения», в 1887 — «Учебный Обиход нотного пения».
Обиходный репертуар малого роспева достаточно широк и включает песнопения разных жанров. Среди них: «Богородице Дево, радуйся», «Приидите, ублажим Иосифа», «Достойно есть», «О Тебе радуется», «Владычице, приими молитву раб Своих», «На реках Вавилонских», «Взбранной Воеводе», некоторые тропари, светильны, величания, задостойники и др.
В поздних Обиходах XVII и XVIII вв. одна из мелодических редакций «О Тебе радуется» иногда сопровождается пометкой «малая»

## Обработка
Многие из песнопений Обихода обрабатывали С. В. Рахманинов, А. Д. Кастальский, А. Т. Гречанинов, П. Г. Чесноков и др.